# Doliops pachyrrhynchoides
Doliops pachyrrhynchoides är en skalbaggsart som beskrevs av Heller 1916. Doliops pachyrrhynchoides ingår i släktet Doliops och familjen långhorningar.
Artens utbredningsområde är Filippinerna. Inga underarter finns listade i Catalogue of Life.